# 크로아티아 왕국 (합스부르크가)
크로아티아 왕국(크로아티아어: Kraljevina Hrvatska 크랄리예비나 흐르바츠카, 라틴어: Regnum Croatiae 레그눔 크로아티아이[*], 헝가리어: Horvát Királyság 호르바트 키랄리사그[*], 독일어: Königreich Kroatien 쾨니그라이히 크로아티엔[*]) 또는 합스부르크령 크로아티아는 1527년부터 1868년까지 크로아티아에 존재했던 행정 지역으로, 합스부르크 군주국 (1804년부터 오스트리아 제국)의 영토였다. 왕국은 성 이슈트반 왕관령의 일부였지만 실질적으로는 오스트리아 황제의 명령에 직접 복종한 때가 더 많았고, 1868년 크로아티아-슬라보니아 왕국으로 명칭이 변경될 때도 황제 직속령이었다. 수도는 자그레브였다.
18세기까지 합스부르크 크로아티아는 오늘날 크로아티아의 북서 지역인 자그레브 일대만 보유하고 있었으며, 오스만 제국의 일부나 합스부르크의 군사적 경계 어느 쪽에도 속하는 리예카의 해안 지방 일부를 영토로 포함하고 있었다. 1744년부터 크로아티아 지역은 자치 왕국인 슬라보니아 왕국을 포함하고 있었다. 슬라보니아 왕국은 오스만 제국과의 국경 지역에 있었으며 시간이 지남에 따라 합스부르크 군사 국경 지역이 되어갔다. 1744년 이 영토들은 슬라보니아 왕국으로 재결성 되었고 크로아티아 왕국을 자치 지역으로 선포했다. 1849년 두 왕국은 완전히 분리되어 2개의 자치 행정 구역으로 존재했다. 1868년 2개의 왕국은 크로아티아-헝가리 타협을 통해 합병되어 새롭게 크로아티아-슬라보니아 왕국으로 창설되었다.

## 역사

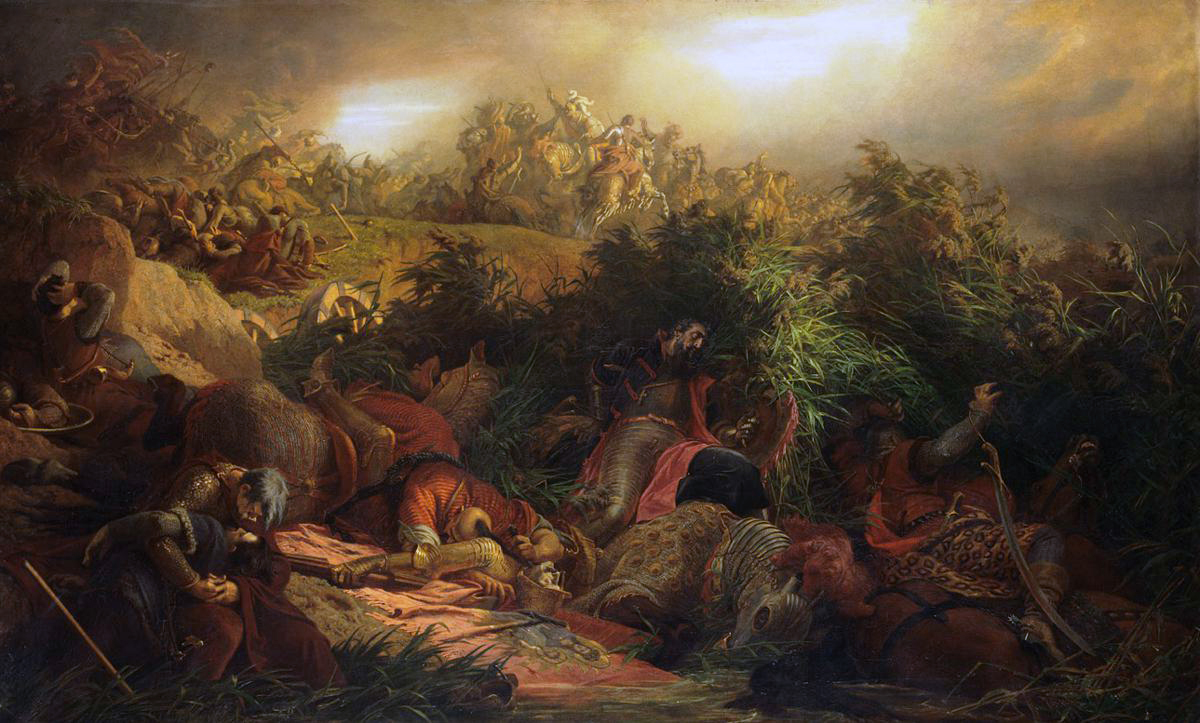
모하치 전투 1526 베르타란 체케리 作

### 합스부르크의 통치
모하치 전투 이후 1527년 크로아티아인과 헝가리 왕국의 귀족들은 새로운 왕이 필요하다고 결정했다. 1527년 세틴 선거에서 대다수의 크로아티아 귀족들은 합스부르크 가문의 페르디난트 1세에게 충성을 약속했다. 몇몇 귀족들은 분개하여 서포여이 야노시를 지지했으나 그가 죽은 1540년 대다수의 귀족들은 합스부르크 가문을 선택했다.
1745년 오스만 제국으로부터 탈환한 영토는 슬라보니아 왕국으로 재편되었고, 이 왕국은 크로아티아 왕국의 지배를 받았다. 1804년 합스부르크 군주국이 오스트리아 제국이 되었고 1814년 베네치아 공화국을 병합한 후 달마티아 왕국을 설립했다. 1867년 오스트리아-헝가리 협정 이후 오스트리아 제국은 오스트리아-헝가리 제국이 되었다. 1868년 크로아티아-슬라보니아 정착지와 크로아티아 왕국, 슬라보니아 왕국이 크로아티아-슬라보니아 왕국으로 통합되었다. 이 영토는 제국의 헝가리 부분이었고, 달마티아 왕국은 오스트리아 영토가 되었다. 새로운 왕국은 달마티아 왕국이라 불렸고 남아 있는 제국의 크로아티아 영토는 "크로아티아, 슬라보니아, 달마티아 왕국"이라 불렸다.

### 오스만 제국의 침입
사실상 지도부의 변화가 있다고 해서 오스만 제국과의 전쟁이 끝난 것은 아니었다. 16세기에 오스만 제국은 점진적으로 성장해 슬라보니아, 터키계 크로아티아, 리카 지역을 점령했다. 25년 간의 합스부르크 통치에서 크로아티아의 영토는 20,000 km로 축소했다. 1558년, 크로아티아 슬라보니아는 수많은 세기 끝에 1개의 국가로 통합되었다. 크로아티아의 중심은 해안가의 달마티아에서 북쪽으로 이동했는데, 그 이유는 오스만 제국이 이 지역을 점령했기 때문이다. 자그레브는 중요성이 부각되었고 근처의 바라친도 같은 입장이 되었다.
막시밀리안 2세, 지그문트 2세와 쉴레이만 1세 간의 분쟁은 1565년 헝가리를 6번 기습하는 공격으로 이어졌다. 1566년 헝가리, 폴란드, 신성 로마 제국 연합군은 북쪽 지역을 탈환하고 오스만 제국군을 대거 격파했다. 그러나 오스만 제국의 반격으로 신성 로마 제국군은 다시 후퇴할 수 밖에 없었다. 치케차바르 전투로 알려진 이 포위전은 오스만 제국군이 비엔나에 도달하기 전에 오스트리아 군에게 재편성할 시간을 벌어주었다.
1553년부터 1578년까지 왕의 명령으로 오스만 제국에 접해 있는 크로아티아와 슬라보니아 지역의 대부분은 군사 경계 지역으로 떨어져 나왔고, 대부분 비엔나의 군사 본부의 직접 지배를 받았다. 오스만 군과 위협적으로 근접했기 때문에 지역은 버려질 수 있었고 오스트리아 정부는 세르비아인, 독일인, 헝가리인, 체코인, 슬로바키아인, 우크라이나인을 비롯한 여러 슬라브계 민족들을 국경 지역에 정착시키려 노력했고 이 결과 인종 복합체가 탄생했다. 부정적인 영향이 1573년 더욱 악화되어 북부 크로아티아와 슬로베니아 지역에서 발생했는데, 지주에 맞서 농민들이 봉기한 것이었다. 암브로즈 마티자 귀베크와 다른 지도자들이 1573년 1월 봉기했으나 오스트리아 정부는 봉기를 진압하는데 성공했다.

## 같이 보기
- 크로아티아의 역사
- 크로아트 왕국
- 크로아트-슬라본 왕국
- 달마티아 왕국
- 슬라보니아 왕국